# IL12RB1
Рецептор интерлейкина 12, субъединица бета 1 (англ. Interleukin 12 receptor, beta 1 subunit, IL1Rβ1, IL12RB1; CD212) — белок, субъединица рецептора интерлейкина 12, продукт гена человека IL12RB1.

## Функции
Белок является трансмембранным белком I типа, который принадлежит к суперсемейству гемопоэтинового рецептора. Связывается с интерлейкином 12 с низкой аффинностью, часть комплекса рецептора интерлейкина 12. Для высокоаффинного взаимодействия с интерлейкином 12 необходимо образование димера IL12RB1/IL12RB2. Кроме этого, IL12RB1 может формировать комплекс с IL23R, который связывает интерлейкин 23 и активирует сигнальный каскад Jak-Stat. Оба рецепторных комплекса с участием IL12RB1 являются олигомерами, связанными дисульфидными связями.

## В патологии
Мутации гена IL12RB1 приводят к иммунодефициту 30-го типа. Они обнаруживаются преимущественно у иммунодефицитных больных с тяжёлыми инфекциями микобактериями и сальмонеллой.

## Структура
Белок состоит из 662 аминокислот, молекулярная масса 73,1 кДа. Альтернативный сплайсинг приводит к образованию 3 изоформ.